# Clive Efford
Clive Efford (Londra, 10 luglio 1958) è un politico inglese, parlamentare del Partito Laburista e deputato alla Camera dei Comuni per il collegio uninominale londinese di Eltham dal 1997 al 2024 e per Eltham and Chislehurst dal 2024.